# Wojsko komputowe

Wojsko komputowe – rodzaj wojsk w Polsce w XVII i XVIII wieku. W zależności od potrzeby tworzono oddziały zarówno w autoramencie narodowym, jak i cudzoziemskim.
Do połowy wieku XVII stosowano podział sił zbrojnych na wojska zaciężne o charakterze stałym - wojsko kwarciane (opłacane przez skarb państwa) oraz na wojsko suplementowe (utrzymywane przez województwo), powoływane doraźnie w okresie zagrożenia wojennego. W roku 1652 zniesiono ten podział, tworząc jednolitą formację stałego wojska zaciężnego zwaną wojskiem komputowym. Odtąd całość armii miała być finansowana z kasy województw. Bezpośrednią przyczyną tej zmiany była klęska pod Batohem, podczas której wymordowano większość polskich jeńców-oficerów stanowiących kręgosłup zawodowej armii. Nazwę utworzono od komputu, czyli etatu armii uchwalonego przez sejm. Sam termin pochodzi od łac. computus (rachunek).
Komput ustalano w jednostkach obrachunkowych nazywanych "porcjami" w piechocie, a w jeździe "końmi". Stan osobowy był zależny od zaradności hetmanów i zasadniczo był wyższy od przewidzianego (teoretycznie stanowił tajemnicę państwową). Komput pokojowy wynosił 12 tysięcy jednostek dla Korony i 6 tysięcy dla Wielkiego Księstwa. W czasie wojny wzrastał, w zależności od potrzeb, do 24–40 tysięcy dla Korony i 8–22 tysięcy dla Litwy. Oprócz tego nadal istniały jednostki wojskowe formowane na zasadzie poboru rekruta: piechota wybraniecka, a od 1653 roku również piechota łanowa (piechota dymowa od 1673). Do 1699 roku istniały niewielkie oddziały kozaków rejestrowych. Nadal pozostawiono możliwość powoływania pospolitego ruszenia szlachty. Podobnie jak wcześniej istniały również niepaństwowe oddziały wojskowe: gwardia królewska, oddziały zaciągane przez województwa i ziemie na mocy uchwał sejmików ziemskich, siły zbrojne utrzymywane przez miasta królewskie, wojsko ordynackie i wojsko prywatne.
Sejm niemy pod naciskiem Rosji wprowadził stały komput (na czas pokoju i wojny) wynoszący 18 tysięcy jednostek obrachunkowych dla Korony i 6,2 tysiąca dla Litwy. Połowę porcji pochłaniały gaże oficerskie, stąd liczebność wojska była dwukrotnie mniejsza.